# Henri de Laborde de Monpezat
Henri Marie Jean André de Laborde de Monpezat (Talence, 11 juni 1934 – Fredensborg, 13 februari 2018), sinds zijn huwelijk Henrik, Prins van Denemarken, was de echtgenoot van de Deense koningin Margrethe II en vader van de Deense koning Frederik X. Zijn officiële aanspreektitel was Zijne Koninklijke Hoogheid prins Henrik van Denemarken. Hij was van Franse afkomst.

## Biografie

### Jongere jaren
Hij was de oudste zoon en de tweede van negen kinderen van André Laborde de Monpezat en Renée de Monpezat, geboren Doursennot. Het was zijn moeders tweede huwelijk. De familie voerde ten onrechte de titel van graaf. Henrik deed dat tot zijn overlijden. Zijn ouders woonden in Hanoi en zijn moeder ging alleen terug naar Frankrijk om van hem te bevallen. De eerste vijf jaar van zijn leven bracht hij door in Hanoi. Zijn vader had er diverse bedrijven geërfd. Toen de Tweede Wereldoorlog nabij was, keerde het gehele gezin in 1939 terug naar Frankrijk. In 1950 emigreerde het gezin weer naar Hanoi. Hier studeerde hij in 1952 af aan de Franstalige middelbare school. Vervolgens ging Henri aan de Universiteit van Parijs rechten studeren, maar maakte de studie niet af. Wel behaalde hij hier een licentiaat voor literatuur. Eenzelfde graad behaalde hij voor Chinees en Vietnamees aan de École Nationale des Langues Orientales. Hij won een beurs van de Alliance Française, kreeg twee jaar een functie op het generaal-consulaat in Hongkong en studeerde er Chinees aan de plaatselijke universiteit. Van 1959 tot 1962 vervulde hij zijn militaire dienstplicht. Hij begon bij de inlichtingendienst in Parijs en werd vervolgens in Algerije gedetacheerd dat in oorlog met Frankrijk was. Na zijn dienstplicht kreeg hij een baan op het departement Azië van het Franse ministerie van Buitenlandse Zaken om in 1963 de positie te verwerven van derde secretaris op de Franse ambassade in Londen.

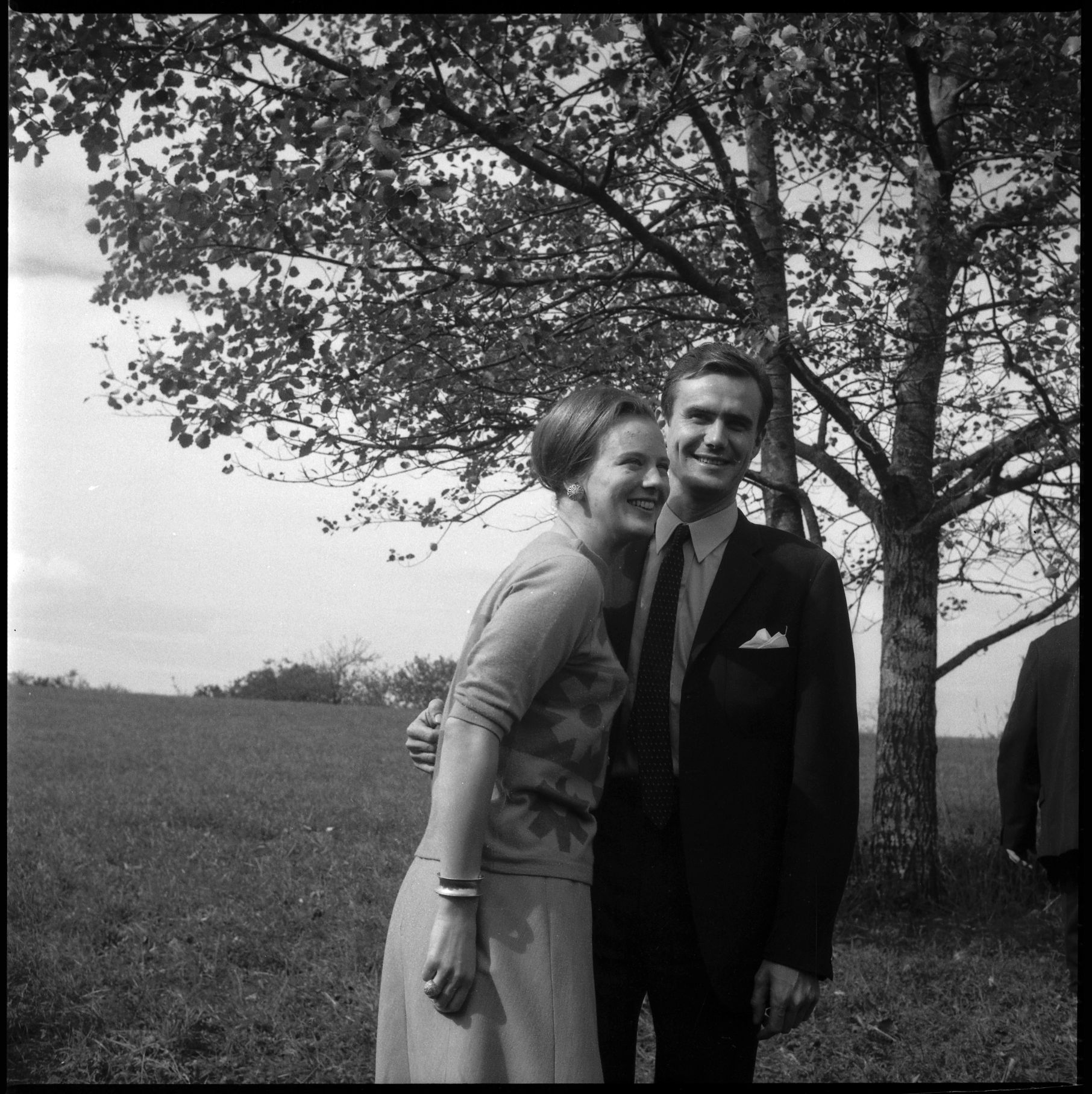
Henri de Monpezat met zijn verloofde

Toen hij 32 jaar was, kreeg hij de ambassadeurspost in Mongolië aangeboden, maar hij gaf de voorkeur aan een huwelijk met de Deense kroonprinses Margrethe, die hij in 1965 had ontmoet. Op 23 juni 1966 volgde de verloving. Henri was van jongs af aan rooms-katholiek, maar bekeerde zich tijdens zijn verlovingstijd tot het protestantisme.

Monogram van Henrik, Prins van Denemarken

### Huwelijksjaren
Op 10 juni 1967 trouwde hij. Sindsdien droeg hij de titel van prins. Bij het aangaan van het huwelijk werden zijn voornamen verdeenst naar Henrik.
Het paar kreeg twee kinderen:
- Frederik, koning (26 mei 1968)
- Joachim (7 juni 1969)

Wapen van prins Henrik sinds zijn huwelijk

Henrik heeft het altijd als grievend ervaren dat hij bij aanvang van zijn huwelijk geen staatstoelage kreeg. Pas sinds 1 januari 1986 kreeg hij er een. Begin 2002 vertrok hij verongelijkt naar zijn landgoed in Frankrijk. Aanleiding was dat zijn vrouw hun oudste zoon had aangesteld om tijdens haar afwezigheid, wegens bij een huiselijk ongeval opgelopen lichamelijk letsel, de honneurs waar te nemen van de jaarlijkse traditionele koninklijke Nieuwjaarsreceptie. Henrik had verwacht dat hij - de receptie werd bij hem thuis in het paleis gehouden - die taak op zich had gekregen. Hij voelde zich na een verblijf van 35 jaar in Denemarken ten onrechte teruggezet van de tweede naar de derde positie in de Deense monarchale hiërarchie. In Frankrijk ontving hij een journalist van de Deense nationale krant B.T. en spuwde onbevangen zijn gal op de volgens hem ongelijke positie die hij in Denemarken innam. Om te voorkomen dat de internationale pers over een vermeende huwelijkscrisis zou gaan schrijven, vlogen zijn echtgenote en hun twee zonen naar Frankrijk, waar persfotografen werden uitgenodigd voor een koninklijke fotosessie van het gehele gezin. Na een 'vrijwillige ballingschap' van drie weken keerde Henrik terug naar Denemarken.
In 2005 werd hem de titel prins-gemaal toegekend, ter compensatie voor zijn jarenlang geklaag dat hij niet als de gelijke van zijn vrouw werd beschouwd. Zelf had hij de voorkeur gegeven aan de titel koning-gemaal.
Henrik produceerde en verkocht veertig jaar lang wijn van zijn Franse Château de Cayx. Sinds april 2015 verhuurde hij de wijngaarden en productiefaciliteiten aan het Franse bedrijf Vinovalie. Zijn naam bleef op de flessen staan.
Tijdens de nieuwjaarstoespraak van koningin Margrethe op 31 december 2015 maakte zij bekend dat de prins zich per 1 januari 2016 grotendeels uit het officiële leven terugtrok. Hij behield de meeste van zijn patroon- en lidmaatschappen van allerlei organisaties, maar was sindsdien niet meer aanwezig bij een groot aantal officiële gelegenheden. Zo ging hij niet meer mee op staatsbezoeken en liet hij verstek gaan bij de hofbezoeken van ambassadeurs. Later in 2016 gaf hij zijn positie als prins-gemaal op, officieel omdat dit volgens hem paste bij het feit dat hij met 'pensioen' was. Het opgeven van de titel werd in eerste instantie niet officieel meegedeeld. Het werd in april van dat jaar bemerkt toen zijn naam op officiële gastenlijsten voorkwam zonder dat daarbij de titel vermeld werd.
Op 3 augustus 2017 maakte het Deens koninklijk huis officieel bekend dat Henrik niet naast zijn vrouw begraven wilde worden. Als reden werd gegeven dat hij vond dat hij tijdens zijn huwelijk in Denemarken nooit werd behandeld als gelijkwaardig aan zijn echtgenote. Aangegeven werd dat Henrik wel nog steeds in Denemarken begraven wilde worden, maar de details waren nog niet vastgelegd. Henrik vertelde aan Deense journalisten dat als zijn vrouw hem koning-consort zou maken, hij alsnog naast haar begraven zou willen worden.
Het Deense koninklijk huis maakte op 6 september 2017 wereldkundig dat Henrik leed aan dementie. Op 28 januari 2018 werd hij in het ziekenhuis opgenomen met een in Egypte opgelopen longinfectie. Vier dagen later werd bekendgemaakt dat bij hem een goedaardige longtumor was ontdekt. Op 9 februari dat jaar kwam de mededeling dat zijn gezondheidstoestand erg verslechterd was. Op 13 februari werd hij in de ochtend overgebracht naar Slot Fredensborg om te sterven. Hij stierf die avond in zijn slaap in het bijzijn van zijn vrouw en kinderen. De volgende dag werd zijn lichaam onder begeleiding van zijn weduwe en zonen naar het veertig kilometer verder gelegen paleis Amalienborg gebracht. Henrik had laten vastleggen dat hij gecremeerd moest worden. Ook wilde hij niet bij zijn vrouw begraven worden en brak daarmee met een zeshonderd jaar oude Deense koninklijke traditie. Aan zijn wensen werd gehoor gegeven. Hij kreeg geen staatsbegrafenis. De uitvaartplechtigheid in de kapel van Paleis Christiansborg was besloten. Er waren slechts zo'n zestig genodigden, onder wie de Franse ambassadeur in Denemarken.
De naam en adellijke titel van Henrik, graaf de Monpezat, leeft voort in de kinderen van zijn zoon Joachim aan wie koningin Margrethe II per 1 januari 2023 de titel prins(es) van Denemarken, alsook het lidmaatschap van het koninklijk huis, ontnomen heeft. Zij heten nu uitsluitend graaf/gravin de Monpezat.

### Literatuur, sculpturen, muziek

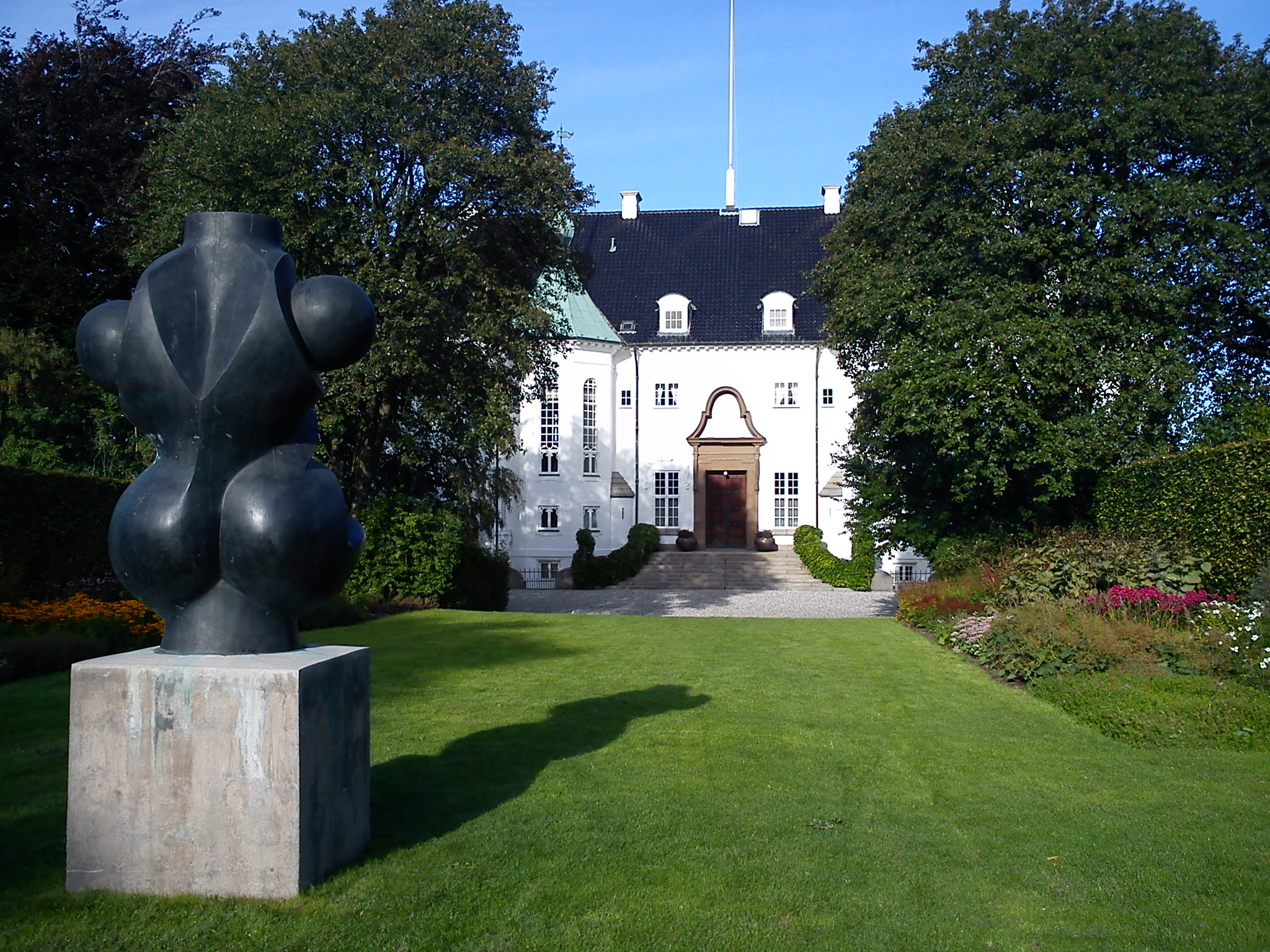
De sculptuur Torso, vervaardigd door prins Henrik, in het koninklijke park van Slot Marselisborg